# Cone invertido do desenvolvimento
O cone invertido do desenvolvimento é uma teoria, desenvolvida pelos pesquisadores italianos Ferdinando Boero e Stefano Piraino, da Universidade de Salento (Itália) que visa explicar a origem dos diversos filos dos metazoários (“animais superiores”) através do surgimento, já nos Cnidaria, de todas as inovações presentes nos outros filos animais. Porém, essas inovações foram “desativadas” e “reativadas” ao longo do surgimento dos outros filos, por alterações nos desenvolvimentos (processos ontogenéticos) desses filos.

## Peramorfose
Peramorfose, ou gradualismo, é a visão tradicional de que a evolução biológica se dá pela adição gradual de novas características ao longo do tempo geológico e evolutivo, dando origem a novas linhagens. Ou seja, a partir de animais mais basais, ou morfologicamente simples, tais como esponjas, cnidários, etc. novas características foram surgindo, dando origem a animais com níveis de complexidade cada vez maiores. 
Essa ideia começou a ser posta em dúvida a partir da teoria do equilíbrio pontuado, elaborada por Stephen Jay Gould (1977), que afirma que a evolução ocorre, na verdade, por longos períodos de estagnação evolutiva, até que ocorrem, em um curto período de tempo, rápidas diversificações de linhagens, como por exemplo o que ocorreu no famoso exemplo da Explosão Cambriana.
Um dos principais problemas para justificar a Explosão Cambriana e outros eventos de rápida diversificação é o fato de que, justamente, como pode ter havido a rápida diversificação de espécies em período tão  curto? Para tentar salvar essa hipótese, foi criado o modelo do cone invertido do desenvolvimento.

## Cone Invertido do Desenvolvimento
De acordo com esse modelo, mutações que ocorram logo no início do desenvolvimento dos animais podem levar a mudanças drásticas na fase adulta, ou terminal, do desenvolvimento. Em outras palavras, quanto mais cedo no desenvolvimento uma mutação ocorrer, mais ela irá modificar a forma final do organismo. Assim, o que pode ter havido na explosão cambriana e em outros eventos de equilíbrio pontuado foi um grande número de mutações em fases precoces do desenvolvimento de um ancestral, ou ancestrais, que levaram ao surgimento de organismos com formatos corporais diferentes. 
Outra implicação desse modelo é que mutações podem afetar apenas fases larvais ou adultas, de acordo com a sua magnitude. Também pode ocorrer, por exemplo, uma mutação em alguma fase do ciclo de vida, ser “silenciada” e reaparecer em algum descendente desse ancestral. Esse fato pode estar na base da evolução dos metazoários, de acordo com os dois pesquisadores italianos.
Os cnidários são base da evolução dos Metazoa?
Para Boero e Piraino, as características que definem os metazoários com simetria bilateral já surgiram nos Cnidários, sendo expressas de modo diferencial em cada uma das linhagens de animais, devido à supressão que pode acontecer destas características, tratada no item anterior.
De acordo com os pesquisadores italianos, as seguintes características, comuns em muitos filos animais, já surgiram nos cnidários:
- Olhos;
- Estatocistos (órgãos de equilíbrio);
- Simetria Bilateral (na larva);
- Mesoderme;
- Celoma;
- Exoesqueleto quitinoso;
- Esqueleto calcificado;
- Metameria/modularidade.

Assim, os cnidários seriam não apenas a base da árvore evolutiva dos metazoários, como também a base de suas novidades evolutivas.
Porem, essas características apontadas anteriormente não são facilmente visíveis em todas as linhagens de cnidários, e apenas indícios delas.na verdade, são notadas. Assim, essas dificuldades, para serem superadas, necessitam de muitos estudos para que, algum dia, essa teoria possa acabar vir a substituir a teoria muito mais aceita do gradualismo.
"Fonte: <Gould, S. J. 1977. Onthogeny and Phylogeny. Harvard University Press, USA. 
Boero, F.; Piraino, S. 2010. From Cnidaria to "Higher Metazoa" in one step. In: Key Transitions in Animal Evolution. Schievarter, B. e Desalle, R. (eds). CRC Press.>